# Zombies of Mass Destruction
Pour plus de détails, voir Fiche technique et Distribution.
Zombies of Mass Destruction est une comédie horrifique américaine réalisé en 2010 par Kevin Hamedani.

## Synopsis
Sur une plage de la ville péninsule de Port Gamble dans l'État de Washington. Un résident aveugle découvre un zombie en décomposition échoué dans le sable, qui se réveille.
Le 25 septembre 2003, la jeune Irano-Américaine Frida Abbas est revenue à Port Gamble, sa ville natale après avoir abandonné l'université de Princeton. Elle rencontre sa voisine, Joe Miller, dans une station-service avec sa femme, Judy, et leur fils adolescent, Brian.
Pendant ce temps, le couple Tom Hunt et Lance Murphy arrive à Port Gamble pour dire à la mère de Tom qu'il est gay. Tandis que Tom et Lance explorent la ville, de nombreux habitants de l'île semblent avoir été zombifiés, y compris un policier.
Frida arrive chez elle et trouve son père, Ali, en train de prier. Frida se faufile hors de la maison avec son petit ami, Derek.
Tom et Lance dînent avec la mère de Tom, qui révèle qu'elle a été mordue plus tôt par un spectateur au magasin. Elle va dans la cuisine pour préparer le dessert et Tom admet qu'il est gay pendant que sa mère devient un zombie et essaie d'attaquer Lance. Les informations télévisées révèlent que Port Gamble subit une attaque bioterroriste, qui transforme ses victimes en zombies.
Alors que Frida et Derek sont dehors, le visage de Derek est horriblement arraché et mangé par un zombie. Ali quitte la maison pour chercher sa fille, tandis que Frida s'échappe d'un groupe de zombies vers sa maison abandonnée et encerclée. Frida et Judy se cachent dans le sous-sol avec Brian et Joe ; Judy est mordue par un zombie tout en aidant Frida à l'intérieur. Joe voit qu'un terroriste revendiquant la responsabilité de l'épidémie porte le même collier que Frida. Il lie Frida à une chaise et lui pose des questions sur l'histoire des États-Unis.
Tom et Lance trouvent Mme Banks. Ils courent dans l'église locale où le révérend Haggis, le maire Burton, Larry, un couple marié, une femme aînée locale, et un autre pratiquant d'église jouent au loto. 
De retour au sous-sol, Joe cloue le pied de Frida au sol et commence à déplacer une flamme d'une lampe à souder vers son visage quand Brian troue la tête de son père avec un marteau. Brian est capable de retirer le clou du pied de Frida juste avant qu'il ne soit attaqué et mangé par le zombifié Judy. Le blessé Joe regarde avec incrédulité alors que sa femme dévore Brian.[style à revoir]
Alors que le maire Burton commence à montrer des signes évidents d'infection, Mme Banks suggère de le mettre en quarantaine dans une pièce, ce qui amène le maire Burton à se rebeller contre elle. Tom et Lance défient le maire Burton, qui convainc le révérend Haggis de transformer[style à revoir] Lance et Tom en hétéros en les droguant et en leur faisant regarder des films « érotiques » gays. Larry et le couple marié descendent pour aider Haggis dans le processus[style à revoir], s'enfermant dans le sous-sol. Le maire Burton réanime un zombie et mord la mâchoire de la femme âgée, laissant Mme Banks seule avec le zombie. Pendant que Lance est drogué, Tom menace le groupe avec l'arme de Larry et les force à laisser entrer Mme Banks. Le maire Burton entre avec elle. Larry et le couple sortent rapidement de l'église avec Tom, Lance et Mme Banks qui suivent, tandis que le révérend Haggis tente de parler à Burton.
Frida rejoint la maison à son père, qui se transforme en zombie et elle est obligée de le tuer. Elle se prépare à se suicider avec le fusil de chasse de son père, mais entend un hélicoptère. Elle court de la maison dans une aire de jeux pleine de zombies et Joe Miller toujours vivant. Dans une lutte, Joe essaye de menotter Frida à une glissière mais Frida se libère de sa prise et le menotte à la glissière et s'enfuit. Joe pleure qu'il est désolé et qu'il était stupide. Frida dit qu'elle lui pardonne mais refuse de le libérer. Les zombies dévorent Joe. Frida trouve bientôt Tom, Lance, et Mme Banks et les sauve d'un zombie. Ils partent pour trouver l'hélicoptère où les soldats américains les sauvent et les emmènent au refuge.
Six mois plus tard, Port Gamble est sorti de la quarantaine et commence à être repeuplé. Mme Banks est maintenant maire de la ville et Frida gère le dîner de son père décédé. Tom et Lance lui rendent visite et lui proposent de rester avec eux à New York. Elle refuse mais promet qu'elle les visitera bientôt. Tom et Lance quittent l'île tandis que Larry et les mariés profitent d'un repas au restaurant de Frida.

## Fiche technique
- Titre original : ZMD: Zombies of Mass Destruction
- Réalisation : Kevin Hamedani
- Scénario : Kevin Hamedani  / Ramon Isao
- Musique : Andrew Rohrmann
- Photographie : John Guleserian
- Durée : 89 minutes
- Pays :  États-Unis
- Date de sortie :
  - 29 janvier 2010  (États-Unis)
- Budget : 1 million de dollars

## Distribution
- Janette Armand : Frida Abbas
- Doug Fahl : Tom Hunt
- Cooper Hopkins : Lance Murphy
- Bill Johns : révérend Haggis
- Russell Hodgkinson : Joe Miller
- Ali Hamedani : Ali Abbas
- Cornelia Moore : Cheryl Banks
- James Mesher : le maire Burton
- Andrew Hyde : Brian Miller
- Ryan Barret : Derek Blaine
- Victoria Drake : lJudy Miller
- Linda Jensen : Mme Hunt